# Tresna
Tresna is een dorp in de Poolse woiwodschap Silezië. De plaats maakt deel uit van de gemeente Czernichów en telt 600 inwoners.